# Jabron (affluent du Roubion)
Pour les articles homonymes, voir Jabron.
Le Jabron est une rivière française arrosant le département de la Drôme. C'est un affluent du Roubion. Montélimar s'est installé au confluent des deux rivières.

## Géographie
La longueur de son cours d'eau est de 38,9 km.

## Communes traversées
Dans le seul département de la Drôme, le Jabron traverse douze communes :
Comps (source), Dieulefit, Espeluche, La Batie-Rolland, La Bégude-de-Mazenc, Le Poët-Laval, Montboucher-sur-Jabron, Montélimar, Portes-en-Valdaine, Puygiron, Souspierre, La Touche.

## Affluents
Le Jabron a treize ruisseaux affluents contributeurs :
- Ruisseau de l'Église (Fiche SANDRE V4451020)
- Le Fau (rivière)|Fau, (Fiche SANDRE V4450520)
- Ruisseau de Variza (Fiche SANDRE V4451060)
- Ruisseau des Rivales (Fiche SANDRE V4451080)
- Ravin de Molans (Fiche SANDRE V4450600)
- Ruisseau de Chabotte (Fiche SANDRE V4450620)
- Ruisseau de Brive (Fiche SANDRE V4450640)
- Ruisseau de Lanson (Fiche SANDRE V4450660)
- Ruisseau de Nicoule (Fiche SANDRE V4450680)
- Ruisseau de Gourn (Fiche SANDRE V4451100)
- Ruisseau de Drôme (Fiche SANDRE V4451120)
- Le Vermenon (Fiche SANDRE V4450700)
- Ruisseau de Citelles (Fiche SANDRE V4450720)

## Hydrologie
Le module du Jabron a été calculé durant 8 ans à Montélimar. Il se monte à 1,52 m3/s pour une surface de bassin de 206 km2. La rivière présente des fluctuations saisonnières de débit liées à son régime pluvial, avec des hautes eaux de fin d'hiver-printemps portant le débit mensuel moyen au niveau de 2,15 à 2,94 m3/s de février à avril inclus (avec un maximum en février), suivies d'une baisse progressive en mai et juin et d'un plongeon en juillet, jusqu'à un sévère étiage d'été, avec une baisse du débit moyen mensuel à 0,172 m3/s en août.
Le VCN3 peut chuter jusque 0,006 m3/s, en cas de période quinquennale sèche, soit seulement 6 litres par seconde.
Les crues ne sont pas trop importantes, du moins comparées aux autres cours d'eau du département. En effet, le QIX 2 et le QIX 5 valent respectivement 13,2 et 19 m3/s. Le QIX 10 ainsi que les QIX 20 et QIX 50 n'ont pas été calculés étant donné l'insuffisance de la durée d'observation (8 ans).
Le débit instantané maximal enregistré à Montélimar est de 28,6 m3/s, tandis que le débit journalier maximal était de 12,7 m3/s.
Le Jabron, comme le Roubion, est une rivière moyennement abondante. La lame d'eau écoulée dans le bassin versant de la rivière est de 235 millimètres annuellement, ce qui est assez nettement inférieur à la moyenne française, tous bassins confondus. Le débit spécifique (ou Qsp) se monte ainsi à 7,4 litres par seconde et par kilomètre carré de bassin.